# Larus belcheri
La gaviota de cola negra, gaviota simeón o gaviota peruana (Larus belcheri) es una gaviota que se encuentra a lo largo de la costa del Pacífico de América del Sur.

## Taxonomía
Anteriormente se incluía a la muy similar gaviota de olrog como una subespecie. Es una gaviota de tamaño medio con un manto negruzco, cabeza y partes inferiores blancas, una banda negra en la cola y por el otro lado blanco, y un pico amarillo con la punta de rojo y negro. Los adultos no se reproducen cuando tienen la cabeza negruzca y un blanco anillo ocular.
El nombre de esta ave se conmemora al explorador británico sir Edward Belcher.

## Galería

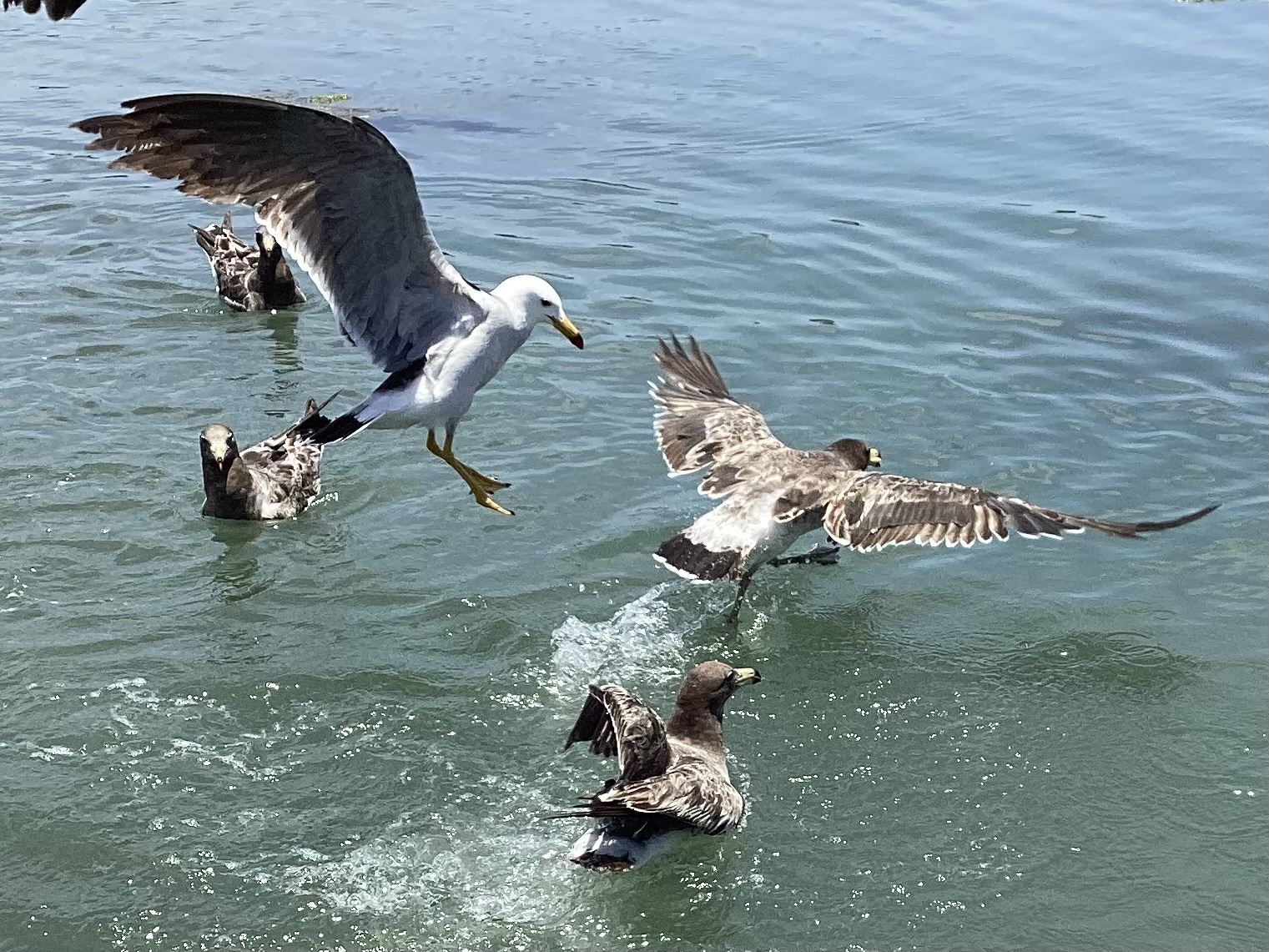
Alimentándose de galletas de soda